# Kratzkotten
Der Kratzkotten ist ein ehemaliger Schleifkotten im Stadtteil Wald der bergischen Großstadt Solingen. 

## Lage und Beschreibung
Der ehemalige Kratzkotten, der heute nur noch ein Wohnhaus ist, liegt an der unteren Eipaßstraße zwischen Eschbach und Itterbruch am Nordufer der Itter nahe der Grenze Solingen-Gräfrath. Bei der flussabwärts gelegenen Bausmühle mündet der Nümmener Bach in die Itter. Flussaufwärts liegen Neu-Eipaß und das Blumental. Auf einer im Norden gelegenen Anhöhe oberhalb der Itter befindet sich Holz.

## Etymologie
Der Kratzkotten erhielt seinen Namen von dem Schleifer Gustav Kratz, der den Kotten 1854 erworben hatte.:35f.

## Geschichte
Der Kotten wurde 1835 als Knochenmühle erbaut. Im Jahre 1854 wurde er durch den aus Paashaus stammenden Schleifer Gustav Kratz erworben und in einen Schleifkotten umgewandelt. Der Kotten wurde in den Ortsregistern der Bürgermeisterei Wald geführt, die 1856 zur Stadt erhoben wurde. Er erscheint in den meisten Kartenwerken des 19. Jahrhunderts noch nicht, in der Preußischen Neuaufnahme von 1893 wird er fälschlicherweise als Bausmühle bezeichnet. 
Mit der Städtevereinigung zu Groß-Solingen im Jahre 1929 wurde der Kotten ein Teil Solingens. Im Jahre 1940 wurde der Schleifbetrieb eingestellt und der Kotten in ein Wohnhaus umgewandelt, das noch heute vorhanden ist.:35f.